# Відчай (роман)
«Відчай» (англ. Desperation) — роман американського письменника Стівена Кінга, опублікований 1996 року водночас із романом «Регулятори». Події цих романів відбуваються в двох паралельних, відносно одна одної, дійсностях. В обох існують більшість тих самих героїв, але кожен по-різному.
В романі йдеться про кількох осіб, які подорожуючи забутим Шосе 60 в штаті Невада, були ув'язнені полісменом з містечка Відчай — Коллі Ентредженом. Ентреджен вигадує різні причини задля затримання жертв: від арешту за зберігання марихуани, до «порятунку» родини від неіснуючого злочинця. Згодом стає зрозуміло що Ентреджен чимось одержимий…

## Сюжет
Пітер і Мері саме поверталися від своїх друзів, котрих відвідували в Содерсонсі, коли їх зупинив Коллі Ентреджен — поліцейський з містечка Відчай. Під час обшуку авто він знаходить в багажнику марихуану і арештовує їх. По прибуттю у відділок Ентреджен стріляє в Пітера, а Мері тягне сходами нагору до камери, повз тіло мертвої дівчини.
Разом з Мері також ув'язнено сім'ю Карверів — Ральфа, Елен та їхнього сина Девіда. Дівчина, що її Мері бачила на сходах, була їхньою донькою Крістен. Ентреджен зіштовхнув її зі сходів, коли привів сім'ю у відділок, а та зламала собі шию. Серед інших в'язнів був і Том Білінґслей — міський ветеринар і колишній член ради.

## Герої
- Мері Джексон: письменниця і дружина Пітера Джексона.
- Пітер Джексон: викладач англійської і чоловік Мері Джексон.
- Коллі Ентреджен: колишній полісмен, третя жертва Тека, але перша про яку йдеться в романі.
- Кірстен Карвер: донька Ральфа та Елен Карвер, семирічна сестра Девіда Карвера.
- Девід Карвер: син Ральфа і Елен Карвер, дванадцятирічний брат Кірстен Карвер.
- Ральф Карвер: чоловік Елен, батько Девіда і Кірстен.
- Елен карвер: Дружина Ральфа, мати Девіда і Кірстен. Згодом стає четвертою жертвою Тека.
- Том Білінґслей: міський ветеринар, колишній член міської ради, відлюдник та пияка.
- Джон Едвард Мерінвіл: автор, колись відомий завдяки своєму романові «Прагнення», а тепер вже-нікому-не-потрібний старигань, що на своєму байку мандрує країною.
- Стів Еймс: Джонів помічник, що супроводжує його своєю вантажівкою.
- Синтія Сміт: автостопниця, котру підібрав Стів на Шосе 50.
- Браян Рос: приятель Девіда Карвера.
- Кері Ріптон: гірничий на шахті і перша жертва Тека.
- Бред Йозефсон: реєстратор Видобувної Корпорації в місті Відчай і друга жертва Тека.

## Натхнення
На написання «Відчаю» Стівена Кінга надихнула мандрівка країною в 1991 році, протягом якої він відвідав маленьке містечко Рут в Неваді, яке розташоване посеред пустелі неподалік Шосе 50. Перше що спало йому на думку це те, що всі мешканці мертві. Далі він розмірковував: «Хто міг би їх усіх замордувати?» А потім сам собі відповів «Певно то справа рук місцевого Шерифа».

## Реліз водночас зРегуляторами
Відчай виданий одночасно з романом Регулятори (Опубліковано під псевдонімом Річард Бахман).